# 新化北塔
新化北塔位于中国湖南省娄底市新化县上梅街道资江西岸，是一座清代建筑，始建于道光十四年（1834年）。2013年列为第七批全国重点文物保护单位。

## 建筑特征
北塔为七层八角青砖石塔，位于回龙山上，占地面积约150平方米，高度42米。塔基以麻石砌成，塔身主要由青砖和部分石料构成，顶部覆盖铁瓦，塔刹为铸铜材质。